# La Folie
La Folie é uma comuna francesa na região administrativa da Normandia, no departamento Calvados. Estende-se por uma área de 6,38 km². Em 2010 a comuna tinha 99 habitantes (densidade: 15,5 hab./km²).